# 本山美彦
本山 美彦（もとやま よしひこ、1943年1月1日 - ）は、日本の経済学者。専門は世界経済論。学位は、経済学博士（京都大学・論文博士・1984年）。京都大学名誉教授。兵庫県神戸市生まれ。

## 学歴
- 兵庫県立神戸高等学校卒業[2]
- 1965年 京都大学経済学部卒業
- 1967年 京都大学大学院経済学研究科修士課程修了
- 1969年 京都大学大学院経済学研究科博士課程中退
- 1984年 京都大学より経済学博士の学位を取得

## 職歴
- 1969年 甲南大学経済学部助手
- 1970年 同専任講師
- 1973年 同助教授
- 1977年 京都大学経済学部助教授
- 1986年 同教授
- 2000年 京都大学大学院経済学研究科教授・同研究科長・経済学部長（2002年まで）
- 2006年 京都大学定年退職、福井県立大学大学院経済・経営学研究科教授
- 2008年 大阪産業大学経済学部教授
- 2010年 大阪産業大学学長
- 2013年 大阪産業大学学長を退任、同大学を退職

## 著書

### 単著
- 『世界経済論』（同文舘出版, 1976年）
- 『貿易論序説』（有斐閣, 1982年）
- 『貨幣と世界システム――周辺部の貨幣史』（三嶺書房, 1986年）
- 『国際金融と第三世界』（三嶺書房, 1987年）
- 『国際通貨体制と構造的権力――スーザン・ストレンジに学ぶ非決定の力学』（三嶺書房, 1989年）
- 『環境破壊と国際経済――変わるグローバリズム』（有斐閣, 1990年）
- 『南と北――崩れ行く第三世界』（筑摩書房, 1991年）
- 『豊かな国、貧しい国――荒廃する大地』（岩波書店, 1991年）
- 『ノミスマ――社会制御の思想』（三嶺書房, 1993年）
- 『新・新国際分業と平成不況――社会のシステム断層とヴァーチュアル化』（三嶺書房, 1994年）
- 『倫理なき資本主義の時代――迷走する貨幣欲』（三嶺書房, 1996年）
- 『売られるアジア――国際金融複合体の戦略』（新書館, 2000年）
- 『ESOP株価資本主義の克服』（シュプリンガー・フェアラーク東京, 2003年）
- 『民営化される戦争――21世紀の民族紛争と企業』（ナカニシヤ出版, 2004年）
- 『売られ続ける日本、買い漁るアメリカ――米国の対日改造プログラムと消える未来』（ビジネス社, 2006年）
- 『姿なき占領──アメリカの「対日洗脳工作」が完了する日』（ビジネス社, 2007年）
- 『金融権力――グローバル経済とリスク・ビジネス』（岩波書店［岩波新書］, 2008年）
- 『格付け洗脳とアメリカ支配の終わり――日本と世界を振り回す「リスク・ビジネス」の闇』（ビジネス社, 2008年）
- 『《集中講義》金融危機後の世界経済を見通すための経済学』（作品社，2009年）
- 『韓国併合と同祖神話の破綻――「雲」の下の修羅』（御茶の水書房，2010年）
- 『オバマ現象を解読する――金融人脈と米中融合』（ナカニシヤ出版，2010年）
- 『人工知能と21世紀の資本主義――サイバー空間と新自由主義』（明石書店，2015年）

### 編著
- 『貿易摩擦をみる眼』（有斐閣［有斐閣新書］, 1983年）
- 『貿易論のパラダイム』（同文館出版, 1987年）
- 『貨幣論の再発見』（三嶺書房, 1994年）
- 『開発論のフロンティア』（同文舘出版, 1995年）
- 『グローバリズムの衝撃』（東洋経済新報社, 2001年）
- 『「帝国」と破綻国家――アメリカの「自由」とグローバル化の闇』（ナカニシヤ出版, 2005年）
- 『世界経済論――グローバル化を超えて』（ミネルヴァ書房, 2006年）

### 共著
- （萱野稔人）『金融危機の資本論――グローバリゼーション以降、世界はどうなるのか』（青土社，2008年）

### 共編著
- （森田桐郎）『世界経済論を学ぶ』（有斐閣, 1980年）
- （田口信夫）『南北問題の今日』（同文舘出版, 1986年）
- （三浦展,山下惣一,古田睦美,佐久間智子）『儲かれば、それでいいのか:グローバリズムの本質と地域の力』（「環境・持続社会」研究センター，2006年）
- （伊藤誠）『危機からの脱出――変革への提言』（御茶の水書房, 2010年）

### 訳書
- ドナルド・ウインチ『古典派政治経済学と植民地』（未來社, 1975年）
- スーザン・ストレンジ『国際通貨没落過程の政治学――ポンドとイギリスの政策』（三嶺書房, 1989年）

## 関連事項
- 兵庫県立神戸高等学校の人物一覧